# Исаев, Иван Константинович
Иван Константинович Исаев (1870—1928) — советский военный педагог, генерал майор Русской императорской армии, герой Первой мировой войны.

## Биография
Родился 27 января 1870 года.
Образование получил в Петровском Полтавском кадетском корпусе, по окончании которого 29 августа 1887 года был зачислен в 3-е военное Александровское училище.
Выпущен 9 августа 1888 года подпоручиком в 36-й пехотный Орловский полк. 9 августа 1888 года произведён в поручики и 6 мая 1900 года — в штабс-капитаны. Вскоре Исаев успешно сдал вступительные экзамены в Николаевскую академию Генерального штаба, которую окончил в 1902 году по 2-му разряду, причём 6 мая 1901 года, за успехи в науках, был произведён в капитаны.
По окончании академии Исаев вернулся в свой полк, в рядах которого в 1904—1905 годах сражался с японцами на дальнем Востоке, был ранен.
26 февраля 1910 года Исаев был произведён в подполковники и вскоре переведён в 34-й пехотный Севский полк, где командовал батальоном. С самого начала Первой мировой войны Исаев принимал участие в боях и был произведён в полковники (со старшинством от 5 февраля 1913 года).
Высочайшим приказом от 15 марта 1915 года Исаев был награждён орденом св. Георгия 4-й степени:
За то, что в бою 7 окт. 1914 г., под Перемышлем, командуя Ветлуж. пех. п., лично руководя всеми частями своего боевого участка и подавая им пример блестящего личного мужества, захватил энергичной атакой, доведённой до штыкового удара, выжную высоту, ранее нами оставленную и, отбив многочисленные ожесточённые атаки противника, окончательно утвердился на этой высоте, чем не только предотвратил потерю всей нашей позиции, но и принудил противника к отступлению с отнятого у него участка.
17 июля 1915 года Исаев был назначен командиром 325-го пехотного Царевского полка. Высочайшим приказом от 12 января 1917 года он был удостоен Георгиевского оружия. 15 марта 1917 года Исаев был произведён в генерал-майоры (со старшинством от 5 февраля 1915 года). Командовал бригадой и дивизией.
После Октябрьской революции Исаев вступил в Красную армию, где занимался педагогической деятельностью. Заведовал учебной частью 13-х пехотных курсов, затем был штатным преподавателем Центральной школы 5-й армии, начальником учебного отдела Сибвуза, штатным преподавателем Высшей военной школы и курсов арттехников. В июле 1919 года вызван в резерв лиц Генерального штаба Наркомвоен Украины и вскоре командирован в Омск, где был завучем временных курсов пленных офицеров. С 5 августа 1921 года являлся штатным преподавателем 14-й Полтавской пехотной школы.
Скончался в 1928 году в Полтаве.

## Награды
Среди прочих наград Исаев имел ордена
- Орден Святого Станислава 3-й степени (1896 год)
- Орден Святой Анны 3-й степени с мечами и бантом (19 марта 1905 года)
- Орден Святого Георгия 4-й степени (15 марта 1915 года)
- Георгиевское оружие (12 января 1917 года)